# Pościsze
Pościsze – wieś w Polsce położona w województwie lubelskim, w powiecie bialskim, w gminie Międzyrzec Podlaski.
Wieś była własnością starosty guzowskiego i nowomiejskiego Stanisława Opalińskiego, leżała w województwie podlaskim w 1673 roku. W latach 1975–1998 miejscowość położona była w województwie bialskopodlaskim.
Wieś stanowi sołectwo Pościsze-Kolonia Wolańska.  Według Narodowego Spisu Powszechnego z roku 2011 wieś liczyła 348 mieszkańców.
Wierni Kościoła rzymskokatolickiego należą do parafii św. Mikołaja w Międzyrzecu Podlaskim.
| SIMC    | Nazwa          | Rodzaj    |
| ------- | -------------- | --------- |
| 0015987 | Dąbrowa        | część wsi |
| 0015993 | Nowa Wieś      | część wsi |
| 1022653 | Pieńki         | część wsi |
| 1022682 | Pościska Droga | część wsi |
| 1022707 | Stara Droga    | część wsi |

## Charakterystyka wsi
Wieś ma charakter typowo rolniczy pomimo niskiej klasy gleb (V, VI klasa), jednak znaczna część mieszkańców utrzymuje się z pracy o charakterze pozarolniczym.
Obecnie we wsi nie ma szkoły, ważniejszych punktów działalności przemysłowej. Działa OSP z remizą strażacką i kaplica.

## Historia
Pierwsze wzmianki o Pościszach pochodzą z XV w. z 1442 r., w którym na terenie obecnej Międzyrzecczyzny istniały wsie Międzyrzec i Stołpno. W tym czasie dziedzicem owych ziem był starosta brzeski, Jan Nassutowicz, który postanowił poprzez kolonizację zaludnić te ziemie. Wydał on dokument, na mocy którego powstała wieś.
Do 1569 r. Pościsze należały do Litwy. 28 czerwca tegoż roku zawarto na sejmie w Lublinie związek Polski z Litwą (unia lubelska), na mocy którego część Podlasia wróciła do Korony.
Kolejne wzmianki o Pościszach pochodzą z 1605 r., w którym przeprowadzono lustrację biskupią dóbr międzyrzeckich; wymieniono 12 wsi bojarskich zamieszkanych przez ludzi przybyłych z Mazowsza – w tym m.in. Pościsze.
Pościsze jako wieś bojarska nie były obciążone normalnymi wymiarami pańszczyzny w dobrach międzyrzeckich. Pozycja bojarów była inna niż pozycja chłopów – do 1782 r., kiedy to ks. Adam Kazimierz Czartoryski otrzymał dobra międzyrzeckie w ramach spadku po swoim ojcu Auguście (w jego rękach były one do 1802 r., w którym przejął je jego młodszy syn Konstanty).
W XVIII w. wprowadzono wojska regularne i bojarzy przestawali pełnić ciążące na nich obowiązki wojskowe. W związku z tym nakładano na nich powinności feudalne i zaczęto traktować jak chłopów pańszczyźnianych. Nakładanie na mieszkańców dodatkowych obowiązków doprowadziło do rozpoczęcia procesu między nimi a A. K. Czartoryskim, który trwał do pierwszej połowy XIX w.
W 1795 r. nastąpił III rozbiór Polski, w wyniku którego Międzyrzecczyzna dostała się pod zabór austriacki, a w tym Pościsze.
Do 1819 r. mieszkańcy wsi Pościsze mieli obowiązek oddawania proboszczowi międzyrzeckiemu dziesięcinę „co dziesiąty snop”. W 1819 r. mieszkańcy zobowiązali się dostarczać na rzecz parafii rzymskokatolickiej pw. św. Mikołaja w Międzyrzecu 30 korcy i 23/10 garncy zboża.
W 1824 r. Pościsze na własność otrzymał Franciszek Reczyński. W tym roku zakończył się również proces między bojarami pościskimi a dworem. Ponieważ wyrok był niepomyślny dla nich, odmówili pełnienia powinności żądanych przez dwór. Zarząd dóbr sprowadził przeciw nim carskich kozaków.
W 1827 r. w Pościszach znajdowało się 56 domów z 262 mieszkańcami.
W 1864 r. car Aleksander II wydał dekret o uwłaszczeniu włościan w Królestwie Polskim. Na podstawie tego dekretu włościanie Dóbr Międzyrzeckich 15 kwietnia zostali zwolnieni od pracy na rzecz dziedziców; w tym również bojarzy z Pościsz.
W 1873 r. okolice Międzyrzeca, w tym również Pościsze nawiedziła epidemia cholery. We wsi umierało dziennie po kilka osób. Celem ograniczenia rozprzestrzeniania zarazy zakazano przewożenia zamarłych na cmentarz do Międzyrzeca. Również powodem grzebania zwłok na miejscu był fakt, iż we wsi były tylko dwa konie. Dlatego też założono za wsią pod lasem specjalny cmentarz, istniejący do dziś. W czasie epidemii zmarło we wsi ok. 80 osób.
Z 1886 r. pochodzą informacje o 387 mieszkańcach (w tym 377 katolików), z których 145 umie czytać, a 15 pisać. Mieszkają oni w 52 domach i uprawiają 789 morgów ziemi.
12 i 13 sierpnia 1915 w okolicy Pościsz wytworzyła się linia frontowa między wojskami rosyjskimi i austriackimi. Najcięższe walki trwały 14-15 sierpnia, jednak mieszkańcy wsi nie ponieśli poważniejszych strat, gdyż schronili się w lesie za wsią. Po przejściu frontu na wschód nadeszły wojska niemieckie i od tego momentu rozpoczęła się okupacja Międzyrzecczyzny, a w tym Pościsz, aż do 1918 r.
W 1919 r. rozpoczęła się oficjalna nauka dzieci i starszych w doraźnie zorganizowanej szkole. Pierwszym urzędowym nauczycielem został od jesieni mieszkaniec wsi Rogoźnica.
Z Pościsz pochodzi oficer Wojska Polskiego, Józef Kuręda, który we wrześniu 1924 r. został przyjęty do Szkoły Podchorążych Lotnictwa i ukończył ją w 1927 w Dęblinie, gdzie otrzymał promocję na stopień podporucznika, a następnie został skierowany do 2 Pułku Lotniczego w Krakowie. Tam służył aż do wojny. W czasie wojny dostał się do Anglii, gdzie walczył z Niemcami w polskim lotnictwie w stopniu kapitana.
W 1928 r. podpisano umowę między wsią a pełnomocnikiem A. Potockiego Urbańskim, kończącą pertraktacje o likwidacje serwitutu. Mieszkańcy otrzymali: lasy zwane Podedróżka, Przymiarki i przy granicy ze wsią Sawki, łąki leżące między rzeką Krzną, lasem i granicą ze wsią Sawki, porębę w miejscach zwanych Podedróżka, Podgościniec i na Laskach oraz prawo zebrania gałęzi i czubów z drzew wyrąbywanego lasu A. Potockiego w obrębie wsi Pościsze.
W latach 1930–1932 przeprowadzono komasację gruntów, łąk, pastwisk, lasów i nieużytków. Ustalono granice gruntów wsi Pościsze. W miejsce dotychczasowej zwartej budowy po obu stronach ulicy przenoszono bądź budowano nowe na nowych działkach rozluźniając zabudowę na starym miejscu. Po zakończeniu przenoszeń i budowy nowych budynków utworzyły się trzy główne skupiska ludzkie nazwane Pościsze-Starowieś, Pościsze-Kolonie, Pościsze-Dąbrowy.
W latach 1940–1941 na terenie Pościsz i okolic wydawana była i kolportowana gazetka konspiracyjna zatytułowana „Za naszą i Waszą Wolność”.
Lata 1940–1944 to okres w którym na terenie Pościsz organizowany jest Związek Walki Zbrojnej, który m.in. zajmował się udzielaniem pomocy i lokowaniem u gospodarzy jeńców radzieckich uciekających z transportów wojskowych i obozów jenieckich.
Jesienią 1942 na terenie wsi powstała konspiracyjna komórka Wojskowej Służby Kobiet (WSK). W 1943 r. zorganizowano na terenie gminy Misie pluton Armii Krajowej (AK), a na terenie Pościsz została utworzona pierwsza drużyna wchodząca w skład tego plutonu, której drużynowym był Piotr Trochymiak z Pościsz.
8 listopada 1943 gestapo z Radzynia Podlaskiego w ramach szerokiej akcji pacyfikacyjnej otoczyło dom Stanisława Kurędy w celu aresztowanie jego syna Czesława, dowódcy plutonu AK na terenie Miś. Ponieważ nie było go w domu aresztowano ojca – członka Wojskowej Służby Ochrony Powstania (WSOP) – i jako zakładnika przewieziono na Zamek w Lublinie i tam zamęczono 11 stycznia 1944.
20 kwietnia 1944 drużyna wojskowa AK z Pościsz dowodzona przez Czesława Kurędę (ps. „Mruk”) rozbiła pluton niemiecki jadący dwoma samochodami ciężarowymi na szosie między wsiami Jelnica i Strzakły.
W maju tegoż roku oddział przeprowadził akcję odbicia więźniów przewożonych z Międzyrzeca do Radzynia Podlaskiego. Podczas akcji dowodzonej przez „Mruka” uwolniono 12 więźniów politycznych.
23 czerwca 1944 spędzono wszystkich mieszkańców Pościsz w pobliżu przydrożnej murowanej kapliczki, gdzie na oczach obecnych zabito Józefa Nowosielskiego, żołnierza AK. Następnie w ramach akcji pacyfikacyjnej okupant spalił domy i zabudowania gospodarskie Piotra Trochymiaka i Stanisława Dąbrowskiego. Odjeżdżając zabrano m.in. Anielę Kurędę, Władysławę Kurędę, Stanisława Dąbrowskiego, Jana Dąbrowskiego. Aresztowani i wywiezieni Jan i Stanisław Dąbrowscy zostali zamordowani w lesie, natomiast pozostali wrócili do domów. Według relacji córki Stanisława Dąbrowskiego, Weroniki Kolanowskiej, nikt nie wiedział, dokąd wywieziono aresztowanych i co postanowiono z nimi zrobić. Długo nie wracali oni do domów, dopiero po pewnym czasie, całkiem przypadkowo, ktoś odnalazł w lesie ciała zamordowanych.
Tego samego roku zginął w walce z „Własowcami” żołnierz AK z Pościsz, Stanisław Przygocki. W miejscu jego śmierci (w lesie pomiędzy Pościszami-Kolonią a Starowsią) stoi metalowy krzyż.
22 lipca 1944 Pościsze zostały wyzwolone spod okupacji przez oddziały Armii Radzieckiej. W końcu lipca na rozkaz komendanta V Rejonu AK pluton z gminy Misie, a w ramach jego 1. drużyna z Pościsz, zostali zmobilizowani i udali się na punkt koncentracyjny we wsi Kąkolewnica. Po kilku dniach zgromadzone oddziały otrzymały rozkaz powrotu do domu, otrzymując zwolnienie z przysięgi wojskowej złożonej przy wstępowaniu do ZWZ.
Lata 1944–1945: 29 lipca przystąpiono do formowania 22 Pułku Artylerii Lekkiej we wsi Korczunok położonej na terenie ZSRR, której dowódcą został ppłk Iwan Świryn. 25 sierpnia 1944 pułk wyjechał do kraju, a 4 września dotarł do Międzyrzeca Podlaskiego, następnie do Pościsz, gdzie kwaterował ponad cztery miesiące (do 19 stycznia 1945).
W latach 1952–1954 przeprowadzono regulację rzeki Krzny w rejonie Pościsz.
W latach 1955–1957 przeprowadzono częściową meliorację gruntów i łąk, a w 1960 r. dokonano elektryfikacji wsi.
W 1971 r. mieszkańcy Pościsz-Kolonii w czynie społecznym wybudowali szkołę podstawową z dwoma klasami i mieszkaniem dla nauczyciela, a mieszkańcy Pościsz-Starowsi w ramach współzawodnictwa wybudowali remizę strażacką.
W 1982 r. rozpoczęto budowę szosy na odcinku od Tuliłowa do Krzymoszyc (przez Pościsze-Kolonie). W tym też roku (440 lat od założenia na 10 włókach) obszar wsi wynosił 923 ha.
W 2002 r. oddano do użytku nowy betonowy most na Krznie w Pościszach Starych, który został wybudowany w miejscu starego. Wykonawcą było Przedsiębiorstwo Budowy Mostów w Lubartowie Sp. z o.o. Cena budowy wyniosła 605 529,58 zł.
W 2003 r. ukończono budowę 3 kilometrowej drogi asfaltowej z Żabiec przez Pościsze-Dąbrowę do Pościsz-Kolonii. W znacznym stopniu ułatwia ona obecnie przejazd z Pościsz w kierunku Siedlec czy Łosic.
22 lipca 2007 r. otworzono pierwszą na tym terenie trasę rowerową „Dolina Krzny”, przechodzącą przez Pościsze i okolice.

## Zabytki
- cmentarz choleryczny z 1873 r. – założony był poza wsią, pod lasem na Starowsi